# La Viña (Salta)
La Viña ist die Hauptstadt des Departamentos La Viña in der Provinz Salta im Nordwesten Argentiniens. Sie liegt an der Ruta Nacional 68, 88 Kilometer von der Provinzhauptstadt Salta entfernt.

## Wirtschaft
Neben Wein werden auch Tabak, Zwiebeln, Pfefferschoten und Paprika angebaut. 

## Feste
- San Antonio de Padua (13. Juni), Patronatsfest